# Stea-de-Argint
Stea-de-Argint (în engleză Silver Blaze) este una dintre cele 56 povestiri scurte cu Sherlock Holmes ale lui Sir Arthur Conan Doyle și prima povestire din volumul Memoriile lui Sherlock Holmes.
Ea a fost publicată în revista Strand Magazine din decembrie 1892, cu ilustrații de Sidney Paget, apoi în volumul "Memoriile lui Sherlock Holmes" (în engleză The Memoirs of Sherlock Holmes) editat în anul 1894 de George Newnes Ltd din Anglia. Doyle a clasificat "Stea-de-Argint" pe locul 13 în lista celor 19 povestiri favorite cu Sherlock Holmes. 

## Rezumat

### Misterul inițial

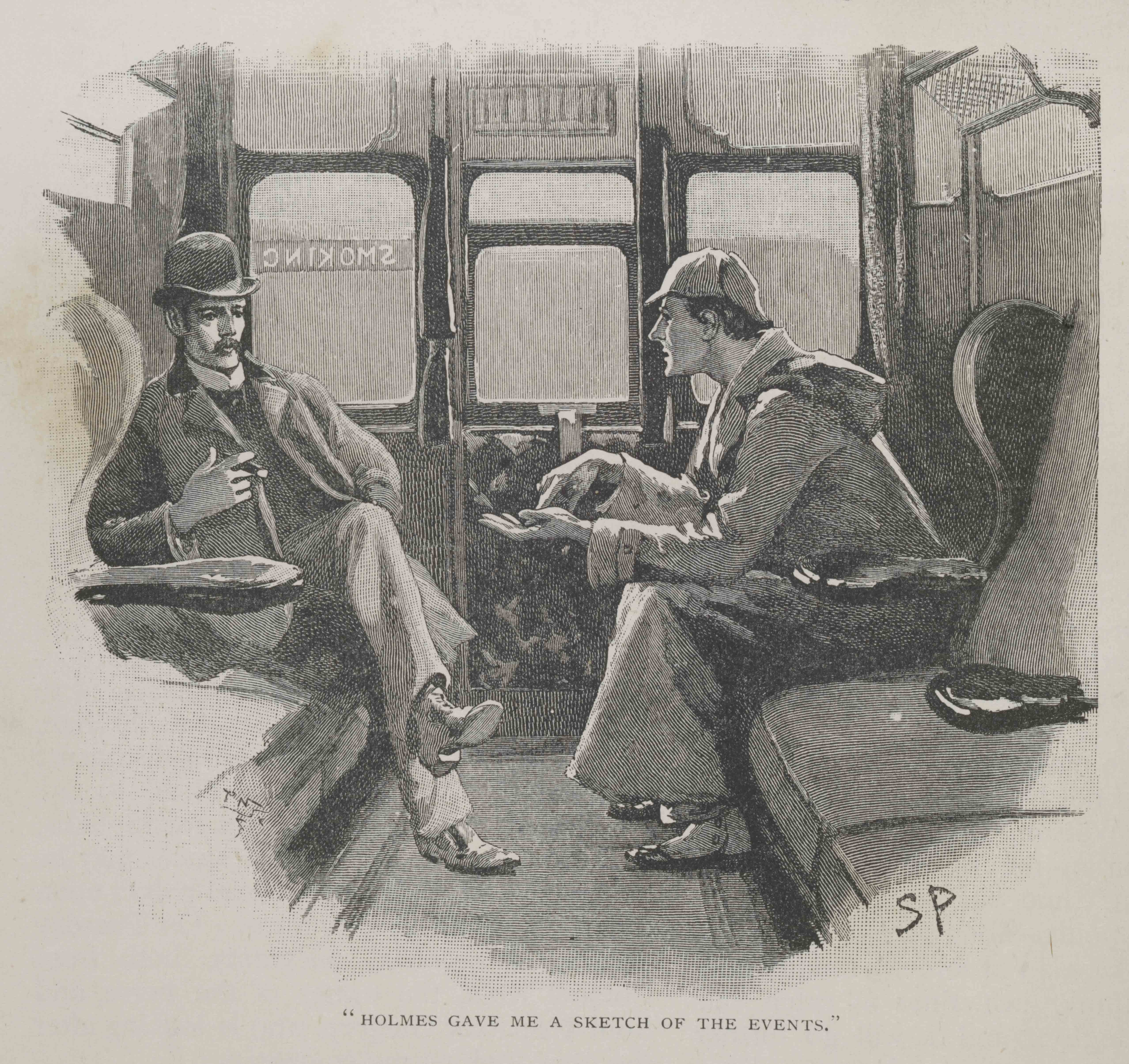
În timpul călătoriei cu trenul, Holmes îi expune lui Watson principalele informaţii despre caz

Povestirea "Stea-de-Argint" are ca subiect dispariția unui cal de curse numit Silver Blaze (Stea-de-Argint), câștigător al mai multor curse hipice, și aparenta ucidere a antrenorului său, John Straker. Ambele evenimente s-au petrecut în ajunul cursei pentru Cupa Wessex, în care calul Stea-de-Argint era cotat ca favorit.
Proprietarul calului, colonelul Ross, și inspectorul Gregory de la Scotland Yard solicită ajutorul lui Sherlock Holmes pentru elucidarea acestui dublu mister. Holmes îl descrie pe Gregory ca fiind "extraordinar de competent", dar adaugă că "dacă ar avea și imaginație, ar ajunge departe în profesia sa". Pentru a rezolva misterul, Holmes și Watson se deplasează în ținutul Dartmoor, la grajdul King's Pyland al colonelului Ross. 
În grajdul unde se aflau caii lucrau trei grăjdari, iar noaptea unul dintre ei stătea de pază, în timp ce ceilalți doi dormeau în pod. În seara de dinaintea dispariției calului și a morții violente a lui Straker, antrenorul mâncase în casa sa, împreună cu soția și doi grăjdari, curry de berbec. Servitoarea Edith Baxter a dus pe un platou mâncarea pentru grăjdarul Ned Hunter, care stătea de pază în grajd. Pe drumul spre grajd, ea a fost oprită de un om străin care i-a întins un plic pentru grăjdar. Servitoarea a luat-o la fugă, i-a dat mâncarea lui Ned Hunter, dar în acel moment s-a apropiat din nou acel străin cu un plic în mână. Grăjdarul a ieșit afară cu câinele, dar străinul a reușit să fugă.
A doua zi, calul Stea-de-Argint nu a fost găsit în grajd, iar grăjdarul Ned Hunter dormea, în mâncarea sa găsindu-se o cantitate mare de opiu. Într-o vâlcea din apropiere a fost descoperit corpul neînsuflețit al antrenorului John Straker, cu capul zdrobit. Chemat să investigheze crima, inspectorul Gregory l-a arestat pe Fitzroy Simpson, un agent de pariuri din Londra, care sosise în Dartmoor și în special la King's Pyland pentru a obține informații pe care să le folosească în activitatea sa profesională. El a fost identificat ca fiind străinul care îi acostase pe servitoare și pe grăjdar, iar fularul său fusese găsit în mâinile mortului. Poliția bănuia că el ascunsese calul favorit și îl omorâse pe antrenorul Straker, care l-ar fi surprins și urmărit.
Printre obiectele găsite în buzunarele antrenorului se aflau un bisturiu chirurgical folosit în delicatele operații de cataractă, care putea fi folosit și ca armă, precum și o chitanță pentru un costum femeiesc în valoare de 22 guinee, emisă pe numele domnului William Derbyshire, un prieten al antrenorului.

### Rezolvare

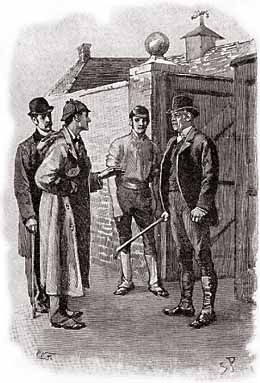
Holmes confruntându-se cu Silas Brown

La cererea inspectorului Gregory și cu acordul colonelului Ross, Sherlock Holmes și doctorul Watson s-au deplasat la King's Pyland pentru a rezolva acest mister.
Detectivul a mers pe urmele calului și a observat la un moment dat pe sol câteva urme de pași ale unui om. El a aflat astfel că Stea-de-Argint fusese găsit pe câmp de antrenorul Silas Brown de la grajdurile Capleton ale lordului Backwater (proprietarul calului Desborough, cotat cu a doua șansă în Cupa Wessex). Acolo, calul a fost vopsit pentru a nu fi recunoscut. Antrenorul Silas Brown a recunoscut că el adusese calul la grajdurile Capleton, iar Holmes i-a poruncit să facă tot posibilul pentru ca Stea-de-Argint să câștige cursa pentru Cupa Wessex, în caz contrar amenințându-l că-l va denunța poliției. 
Holmes a decis să nu-i spună colonelului Ross că găsise calul, iar la plecarea spre Londra i-a atras atenția inspectorului Gregory cu privire la două aspecte pe care le considera extrem de importante: curioasa comportare a câinelui din noaptea dispariției calului și faptul că trei oi de la țarcul aflat la King's Pyland începuseră să șchiopăteze. Holmes și-a continuat ancheta la Londra, unde modista l-a recunoscut pe Straker ca fiind clientul care și-a dat numele de Derbyshire. De aici, detectivul a dedus că antrenorul ducea o viață dublă, având o amantă cu gusturi costisitoare. Pentru a-și duce în continuare viața dublă, Straker a hotărât să-i facă o incizie subcutanată calului pe care-l antrena. Acesta ar fi șchiopătat ușor și nu ar mai fi câștigat cursa. Antrenorul urma să parieze pe un alt cal și să câștige astfel o sumă mare de bani. 
Înainte de a-i face acea incizie calului Stea-de-Argint, el a exersat pe oile din țarcul colonelului Ross. În seara dispariției calului, antrenorul a turnat praf de opiu în mâncarea condimentată a grăjdarului, cu scopul de a-l adormi pe acesta. Câinele nu a lătrat când Straker a intrat în grajd, pentru că l-a recunoscut. Antrenorul a scos calul din grajd, culegând de pe jos fularul pe care Fitzroy Simpson îl pierduse și pe care se gândea să-l folosească pentru a lega rana calului. Ajuns într-o vâlcea, Straker a scos bisturiul pentru a cresta unul dintre picioarele calului, dar animalul a simțit că i se pregătește ceva necurat și l-a lovit în frunte cu copita, ucigându-l pe loc. Speriat, calul a hoinărit prin mlaștinile din ținut până a ajuns la grajdiul Capleton de unde a fost luat de Silas Brown.
Stea-de-Argint a câștigat Cupa Wessex. La început, colonelul Ross nu și-a recunoscut calul pentru că acesta fusese vopsit. Holmes i-a explicat apoi cum s-au petrecut faptele din acea seară.

## Personaje
- Sherlock Holmes
- doctorul Watson
- Colonel Ross - proprietarul lui Stea-de-Argint
- John Straker - antrenorul cailor colonelului Ross, fost jocheu
- Doamna Straker - soția antrenorului John Straker
- Fitzroy Simpson - agent de pariuri
- Edith Baxter - servitoare
- Silas Brown - antrenorul cailor lordului Lord Backwater
- Gregory - inspector la Scotland Yard

## Incidentul petrecut cu câinele
Unul dintre dialogurile din această povestire a inspirat titlul cărții The Curious Incident of the Dog in the Night-time (în română Curiosul incident al câinelui în timpul nopții) publicate în 2003 de Mark Haddon:
„Gregory (Scotland Yard): "-Există vreun alt detaliu asupra căruia doriți să-mi atrageți atenția?

Holmes: -Da, cu privire la incidentul curios petrecut cu câinele în timpul nopții. 

Gregory: -Dar câinele nu a făcut nimic în acea seară.

-Tocmai acesta este incidentul curios -remarcă Sherlock Holmes.”—Arthur Conan Doyle, Stea-de-Argint, 1892.

## Adaptări teatrale și cinematografice
Această povestire a servit ca sursă de inspirație pentru al 46-lea film cu Sherlock Holmes (filmat în 1923) din seria de filme mute cu Eille Norwood.
Povestirea a fost adaptată cinematografic în filmul Silver Blaze (1937, titlu american: Murder at the Baskervilles, lansat în 1941) cu Arthur Wontner în rolul principal . Ulterior, postul britanic de televiziune ITV a realizat și o piesă de teatru cu Christopher Plummer; aceasta a fost transmisă pntru prima dată la 27 noiembrie 1977.
Povestirea a fost adaptată ulterior într-un episod din 1988 al serialului TV Întoarcerea lui Sherlock Holmes cu Jeremy Brett în rolul lui Holmes și Edward Hardwicke în rolul dr. Watson. Această versiune este fidelă textului povestirii.

## Traduceri în limba română
- Fir-de-argint - în volumul "Coama leului" (Ed. Tineretului, București, 1966) - traducere de Andrei Bantaș
- Fir-de-argint - în volumul "Memoriile lui Sherlock Holmes" (Ed. Junimea, Colecția "Fantomas", Iași, 1970) - traducere de Andrei Bantaș
- Fir-de-argint - în volumul "Coama leului" (Casa Editorială Odeon, București, 1991) - traducere de Andrei Bantaș
- Stea-de-Argint - în volumul "Memoriile lui Sherlock Holmes" (Ed. Aldo Press, București, 2003) - traducere de Luiza Ciocșirescu
- Fir-de-argint - în volumul "Memoriile lui Sherlock Holmes" (Ed. Compania, București, 2009) - traducere de Andrei Bantaș
- Stea-de-Argint - în volumul "Aventurile lui Sherlock Holmes. Vol II" (Colecția Adevărul, București, 2010) - traducere de Luiza Ciocșirescu
- Stea-de-Argint - în volumul "Aventurile lui Sherlock Holmes. Vol II" (Colecția Adevărul, București, 2011) - traducere de Luiza Ciocșirescu